# Suwalski
Suwalski là một huyện thuộc tỉnh Podlaskie của Ba Lan. Huyện có diện tích 1307 km². Đến ngày 1 tháng 1 năm 2011, dân số của huyện là 35248 người và mật độ 27 người/km².